# 니먼 마커스
니먼 마커스 그룹, 주식회사(Neiman Marcus Group, Inc.)는 미국의 고급 백화점 체인이다. 텍사스주 댈러스에 본점이 있다. 경쟁 고급 백화점 체인으로 색스 피프스 애비뉴, 버그도프 굿먼, 바니스 뉴욕, 로드 & 테일러, 블루밍데일스 등이 있다. 2020년 5월 7일 높은 부채로 인해 미국 파산법 제11조 파산 신청을 하였다.

## 같이 보기
- 니먼 마커스 패션 어워드 - 세계 최고 패션상